# Estación de Belver
La Estación Ferroviaria de Belver, originalmente denominada Estación de Belver-Gavião, es una estación ferroviaria de la línea de la Beira Baixa, que sirve a la localidad de Belver, en el ayuntamiento de Gavião, en Portugal.

## Características

### Localización y accesos
Esta plataforma tiene acceso por la Calle de la Estación, junto a la localidad de Belver.

### Descripción física
En enero de 2011, presentaba dos vías de circulación, ambas con 661 metros de longitud; las plataformas tenían ambas 152 metros de extensión, y 70 centímetros de altura.

## Historia
Esta estación se encuentra en el tramo entre Abrantes y Covilhã de la Línea de la Beira Baixa, que comenzó a ser construido a finales de 1885, y entró en explotación el 6 de septiembre de 1891.